# Aalborg DH
Aalborg Damehåndbold, kurz  Aalborg DH, ist ein ehemaliger Frauenhandballverein aus der dänischen Stadt Aalborg, der sowohl in der höchsten dänischen Spielklasse spielte als auch an europäischen Pokalwettbewerben teilnahm.

## Geschichte

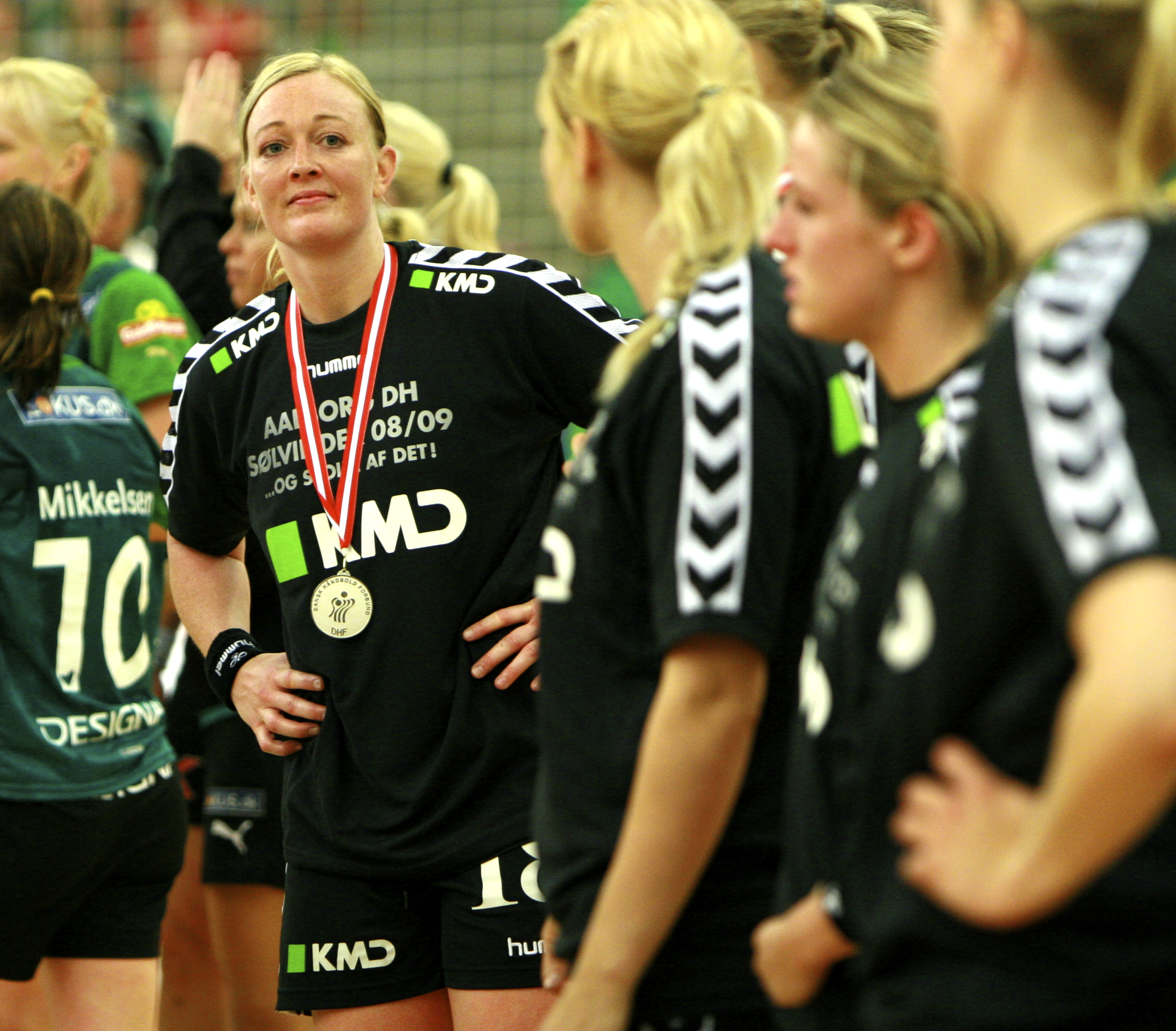
Die Mannschaft nach dem verlorenen Meisterschaftsfinale 2009

Der Verein wurde im Jahre 2001 unter dem Namen HS Nord gegründet. Nachdem die Damenmannschaft in die Damehåndboldligaen – die höchste dänische Spielklasse – aufstieg, benannte sich der Verein in Aalborg DH um. In der Saison 2004/05 erreichte die Damenmannschaft das Finale um die dänische Meisterschaft, das jedoch gegen Slagelse DT verloren ging. In der darauffolgenden Spielzeit nahm Aalborg DH erstmals an der EHF Champions League teil, wo die Mannschaft bis ins Halbfinale vorstieß. In der heimischen dänischen Liga gewann das Team die Bronzemedaille. In der Saison 2006/07 wiederholte Aalborg den Gewinn der Bronzemedaille und erreichte in der Champions League das Viertelfinale. 2009 stand Aalborg DH zum zweiten Mal im Finale um die dänische Meisterschaft, das diesmal gegen Viborg HK verloren ging. Nachdem der Verein in der darauffolgenden Spielzeit nochmals an der Champions League teilnahm, blieben jedoch weitere Erfolge aus. Später geriet der Verein in finanziellen Schwierigkeiten, die im Sommer 2013 zur Insolvenz und schließlich zur Auflösung des Vereins führten.

## Bekannte ehemalige Spielerinnen
| - Matilda Boson - Karen Brødsgaard - Ágnes Farkas - Georgeta Narcisa Lecușanu - Heidi Løke | - Tatjana Logwin - Katrine Lunde Haraldsen - Kristine Lunde-Borgersen - Ibolya Mehlmann | - Nora Mørk - Louise Mortensen - Mariama Signaté - Linnea Torstenson |